# Cartoons
Cartoons fue una banda de pop de Dinamarca conocidos por sus estrambóticas pelucas y trajes que caricaturizaban a las estrellas del rock de los años 50 de Estados Unidos. Su género musical es eurodance. Cartoons significa en castellano "dibujos animados".
La banda hasta la fecha ha vendido más de 2 millones de copias, lo que las hace una de las más exitosas bandas de pop danés. También han sido nominados a los Grammys daneses.
El sexteto, que utilizan los nombres de Toonie, Sponge, Shooter, Buzz, Puddy y Boop, firmaron por primera vez en la compañía Flex Records, y pasó más tarde a EMI Dinamarca. 
Su canción más famosa hasta la fecha (creada en 1999) es Witch Doctor, alcanzó el número dos en el Reino Unido con su combinación de los originales coros de "ooh-ooh-ee-aah-aah" (a pesar de que carecen de registro de la doble velocidad de reproducción del coro), de conducción beat dance y, en ocasiones, roturas de guitarra, de ahí el término "technobilly".
Tuvieron más éxito en el Reino Unido en el Top 10 con el hit Doodah! (Una versión de la canción folclórica estadounidense Camptown Races de la década de 1850), de su álbum debut, Toonage.

## Miembros
Toonie (Martin Østengaard)
Shooter (Erling Jensen)
Buzz (Dave Stevens)
Sponge (Jesper Dukholt)
Puddy (Natasja Skov)
Boop (Karina Jensen)

## Discografía

### Álbumes
- Toonage - 1998
- More Toonage - 1999
- Toontastic - 2000
- Greatest Toons - 2005

### Canciones
- Witch Doctor
- Day Oh (Ekkosangen)
- Doodah!
- Aisy Waisy
- Diddley-Dee
- Let¡s go childish
- Mama-Loo
- Yoko
- Big coconuts
- The X-mas single
- Dk to the moon